# Puente del Injul
El puente del Injul (en ruso: Інгульський міст) cruza el río Injul en la ciudad de Mikolaiv del óblast homónimo, Ucrania. El puente consta cuatro carriles de la carretera principal ucraniana M14 y se trata de uno de los puentes basculantes más largos del mundo.

## Geografía
La estructura de transporte se encuentra en la desembocadura del Injul en el Bug Meridional y conecta el centro de Mikolaiv con el distrito de Temvod en el norte. 
Por este puente pasa la carretera principal ucraniana, M14, que conecta Mikolaiv con Odesa y Jersón. La M 14 se amplió hasta la circunvalación de Mikolaiv, que alivia la presión sobre el centro de la ciudad y conduce en un amplio arco hacia el norte alrededor de la aglomeración. La circunvalación urbana de 20 km de longitud cruza el Inhul en Voskresenske por un segundo puente. En este tramo, la M 14 también corresponde a la autopista internacional E 58, que comienza en Viena y conecta Odesa al norte del Mar Negro con Mariúpol y la frontera con Rusia.

## Historia
El puente, inaugurado en 1981, forma un cruce de río más eficiente que el Puente Viejo de Injul, que cruza el Injul medio kilómetro río arriba. Este estrecho puente de pontones en la antigua carretera principal a Kiev se encuentra sobre el agua debajo del astillero de Mikolaiv. Desde su cabeza de puente sur, la empinada calle Soborna conduce al altiplano del casco antiguo. El puente de Kiev se ha utilizado para tráfico lento desde que se construyó el puente del Injul.
La carretera de acceso norte al puente del Injul se bifurca de la antigua ruta de la calle Kiev, cerca de la Universidad Nacional de Construcción Naval Almirante Makárov, y atraviesa el parque de la ciudad hasta el puente, cuya parte norte se encuentra como una carretera elevada en el promontorio. La parte sur del puente cruza el lecho del río Injul y se eleva hasta el nivel del centro de la ciudad, donde desemboca en la calle Pushkin.
El puente fluvial fijo está sostenido por cuatro yugos de hormigón. La amplia abertura en el lado norte está destinada al paso de grandes embarcaciones hacia el astillero de Injul y, por lo tanto, está atravesada por un puente levadizo. Este puente móvil, que se eleva mediante cilindros hidráulicos en la enorme estructura de soporte en el estribo en la margen derecha del río, tiene una luz de 76,25 metros y fue el puente basculante más grande de la Unión Soviética y el puente más largo de Europa hasta el momento. la construcción del Erasmusbrug en Róterdam (1996).
Varias líneas de la red de trolebuses de Mikolaiv cruzan el puente del Injul. Cuando se abre el puente, la línea aérea se interrumpe.
Junto con otros tres puentes importantes del país, el puente ferroviario Darnitski en Kiev, el puente Preobrazhenski cerca de Zaporiyia y el puente Varvarivka en Mikolaiv, el puente del Inhul está representado en una serie de sellos ucranianos del año 2004.
Para aliviar el centro de la ciudad del rápido aumento del tráfico pesado hacia los puertos de Mikolaiv, evitar los dos puentes móviles de la ciudad y mejorar las condiciones del tráfico en el corredor de transporte de la M14-E58, comenzó el proyecto de planificación para un nuevo puente en 2021. El nuevo puente sobre el Bug Meridional estaba planeado para que cruzará el río unos ocho kilómetros por encima del puente del Injul, en los límites occidentales de la ciudad de Mikolaiv. La ejecución del gran proyecto de construcción estatal, para el que Ucrania había obtenido el apoyo de los inversores japoneses, se ve cuestionada por la invasión rusa de Ucrania que comenzó en 2022.